# Coppa di Bulgaria 2022-2023 (pallavolo maschile)
La Coppa di Bulgaria 2022-2023, 65ª edizione della coppa nazionale di pallavolo maschile, si è svolta dal 20 al 22 gennaio 2023: al torneo hanno partecipato otto squadre di club bulgare e la vittoria finale è andata per la quarta volta, la seconda consecutiva, al Hebăr.

## Regolamento
La formula ha previsto quarti di finale, semifinali e finale, giocate in gara unica.

## Squadre partecipanti
| Squadra      | Qualificazione                           |
| ------------ | ---------------------------------------- |
| Beroe        | 6ª al girone di andata Superliga 2022-23 |
| Černo More   | 8ª al girone di andata Superliga 2022-23 |
| CSKA Sofia   | 2ª al girone di andata Superliga 2022-23 |
| Deja         | 7ª al girone di andata Superliga 2022-23 |
| Hebăr        | 1ª al girone di andata Superliga 2022-23 |
| Levski Sofia | 4ª al girone di andata Superliga 2022-23 |
| Montana      | 3ª al girone di andata Superliga 2022-23 |
| Neftohimik   | 5ª al girone di andata Superliga 2022-23 |

## Torneo

### Tabellone
|  | Quarti di finale | Quarti di finale | Quarti di finale |            |   | Semifinali | Semifinali | Semifinali |  |  | Finale | Finale | Finale |  |
|  |                  |                  |                  |            |   |            |            |            |  |  |        |        |        |  |
|  | 1                | Hebăr            | 3                |            |   |            |            |            |  |  |        |        |        |  |
|  | 1                | Hebăr            | 3                |            |   |            |            |            |  |  |        |        |        |  |
|  | 8                | Černo More       | 0                |            |   |            |            |            |  |  |        |        |        |  |
|  | 8                | Černo More       | 0                |            | 1 | Hebăr      | 3          |            |  |  |        |        |        |  |
|  |                  |                  |                  |            | 1 | Hebăr      | 3          |            |  |  |        |        |        |  |
|  |                  |                  | 5                | Neftohimik | 0 |            |            |            |  |  |        |        |        |  |
|  | 4                | Levski Sofia     | 5                | Neftohimik | 0 | 1          |            |            |  |  |        |        |        |  |
|  | 4                | Levski Sofia     |                  |            |   |            |            |            |  |  |        |        |        |  |
|  | 5                | Neftohimik       | 3                |            |   |            |            |            |  |  |        |        |        |  |
|  | 5                | Neftohimik       | 3                |            | 1 | Hebăr      | 3          |            |  |  |        |        |        |  |
|  |                  |                  |                  |            |   |            |            |            |  |  |        |        |        |  |
|  |                  |                  | 7                | Deja       | 2 |            |            |            |  |  |        |        |        |  |
|  | 2                | CSKA Sofia       | 7                | Deja       | 2 | 1          |            |            |  |  |        |        |        |  |
|  | 2                | CSKA Sofia       |                  |            |   |            |            |            |  |  |        |        |        |  |
|  | 7                | Deja             | 3                |            |   |            |            |            |  |  |        |        |        |  |
|  | 7                | Deja             | 3                |            | 7 | Deja       | 3          |            |  |  |        |        |        |  |
|  |                  |                  |                  |            | 7 | Deja       | 3          |            |  |  |        |        |        |  |
|  |                  |                  | 6                | Beroe      | 1 |            |            |            |  |  |        |        |        |  |
|  | 3                | Montana          | 6                | Beroe      | 1 | 1          |            |            |  |  |        |        |        |  |
|  | 3                | Montana          |                  |            |   |            |            |            |  |  |        |        |        |  |
|  | 6                | Beroe            | 3                |            |   |            |            |            |  |  |        |        |        |  |

### Risultati

#### Quarti di finale
| 20 gennaio 2023 Sportna Zala Vasıl Levski, Pazardžik Durata: 1h:44 - Spettatori: 200 | CSKA Sofia   | 1 - 3 | Deja       | 23-25, 25-21, 20-25, 14-25        |
| 20 gennaio 2023 Sportna Zala Vasıl Levski, Pazardžik Durata: 2h:17 - Spettatori: 400 | Montana      | 2 - 3 | Beroe      | 25-14, 11-25, 20-25, 25-21, 12-15 |
| 20 gennaio 2023 Sportna Zala Vasıl Levski, Pazardžik Durata: 0h:55 - Spettatori: 800 | Hebăr        | 3 - 0 | Černo More | 25-23, 25-16, 25-15               |
| 20 gennaio 2023 Sportna Zala Vasıl Levski, Pazardžik Durata: 1h:54 - Spettatori: 300 | Levski Sofia | 1 - 3 | Neftohimik | 17-25, 25-18, 25-27, 19-25        |

#### Semifinali
| 21 gennaio 2023 Sportna Zala Vasıl Levski, Pazardžik Durata: 1h:50 - Spettatori: 700   | Deja  | 3 - 1 | Beroe      | 25-21, 23-25, 25-16, 25-17 |
| 21 gennaio 2023 Sportna Zala Vasıl Levski, Pazardžik Durata: 1h:27 - Spettatori: 1 800 | Hebăr | 3 - 0 | Neftohimik | 25-21, 25-14, 25-21        |

#### Finale
| 22 gennaio 2023 Sportna Zala Vasıl Levski, Pazardžik Durata: 2h:02 - Spettatori: 1 850 | Hebăr | 3 - 2 | Deja | 15-25, 21-25, 25-22, 25-19, 15-12 |

## Statistiche
| Rendimento individuale | Rendimento individuale | Rendimento individuale | Rendimento individuale |
| Pos.                   | Nome                   | Punti                  | Squadra                |
| ---------------------- | ---------------------- | ---------------------- | ---------------------- |
| 1                      | Giulio Sabbi           | 57                     | Hebăr                  |
| 2                      | Spas Bayrev            | 49                     | Beroe                  |
| 2                      | Nikolaj Učikov         | 49                     | Deja                   |
| 4                      | Valentin Bratoev       | 44                     | Deja                   |
| 5                      | Jacopo Massari         | 43                     | Hebăr                  |

| Attacchi vincenti | Attacchi vincenti | Attacchi vincenti | Attacchi vincenti |
| Pos.              | Nome              | Punti             | Squadra           |
| ----------------- | ----------------- | ----------------- | ----------------- |
| 1                 | Nikolaj Učikov    | 47                | Deja              |
| 2                 | Giulio Sabbi      | 46                | Hebăr             |
| 3                 | Spas Bayrev       | 37                | Beroe             |
| 4                 | Valentin Bratoev  | 32                | Deja              |
| 5                 | Jacopo Massari    | 29                | Hebăr             |
| 5                 | Todor Valchev     | 29                | Deja              |

| Muri vincenti | Muri vincenti     | Muri vincenti | Muri vincenti |
| Pos.          | Nome              | Punti         | Squadra       |
| ------------- | ----------------- | ------------- | ------------- |
| 1             | Aleksej Zemljanko | 10            | Beroe         |
| 2             | Valentin Bratoev  | 9             | Deja          |
| 3             | Spas Bayrev       | 8             | Beroe         |
| 3             | Stefan Chavdarov  | 8             | Deja          |
| 5             | Georgi Bratoev    | 7             | Deja          |
| 5             | Stefano Patriarca | 7             | Deja          |

| Battute vincenti | Battute vincenti | Battute vincenti | Battute vincenti |
| Pos.             | Nome             | Punti            | Squadra          |
| ---------------- | ---------------- | ---------------- | ---------------- |
| 1                | Jacopo Massari   | 11               | Hebăr            |
| 2                | Todor Valchev    | 8                | Deja             |
| 3                | Stefan Chavdarov | 6                | Deja             |
| 3                | Giulio Sabbi     | 6                | Hebăr            |
| 5                | Viktor Josifov   | 5                | Hebăr            |